# SN 1985L
SN 1985L – supernowa typu II-L odkryta 13 czerwca 1985 roku w galaktyce NGC 5033. Jej maksymalna jasność wynosiła 13,00m.